# Montanhas Arfak
As Montanhas Arfak é uma cordilheira encontrada na Península da Cabeça de Pássaro na Província de Papua Ocidental, na Indonésia.
O termo "arfak" veio da língua do povo Biak, que significa "inferior". Isso se deve ao tamanho das montanhas em comparação com outras áreas de várzea encontradas nessa região. Localizadas nas regiões leste e central da península de cabeça de pássaro, essas montanhas se erguem abruptamente do mar, com pouca ou nenhuma planície costeira em torno delas. O Monte Arfak, com 2955 metros de altitude, pode ser visto a partir da capital provincial, Manokwari, e é o ponto mais alto da Papua Ocidental e da Península da Cabeça de Pássaro.